# فنتجیو
فنتجیو (انگلیسی: Fantagio Corp.; کره‌ای: 판타지오) یک شرکت سرگرمی در کره جنوبی است که به عنوان ناشر موسیقی، آژانس استعدادیابی، آژانس مدیریت و همچنین شرکت تولید فیلم و کی-دراما فعالیت می‌کند. این شرکت در سپتامبر ۲۰۰۸ با نام ان.او.ای. انترتینمنت (N.O.A. Entertainment) (مخفف «Network of Asia») تأسیس شد، پیش از اینکه در ژوئن ۲۰۱۱ نام آن به فنتجیو تغییر کند. در سال ۲۰۱۲ این شرکت درآمد عملیاتی خود را ۱۴٫۱ میلیارد وون کره جنوبی و درآمد خالص خود را ۱٫۸ میلیارد وون کره جنوبی (تقریبا ۱٫۶ میلیون دلار آمریکا) گزارش کرده‌است.